# Matteo Bartocci
Matteo Bartocci (Roma, 1975) è un giornalista italiano esperto di progetti editoriali digitali.
Giornalista parlamentare, è tra i fondatori nel 2012 di il nuovo manifesto società cooperativa editrice, la cooperativa che autogestisce il quotidiano il manifesto.
È stato vicepresidente e membro del Consiglio di amministrazione dal 2012 al 2022. Dal 2017 al 2022 è stato direttore editoriale del quotidiano il manifesto e dei suoi inserti.
Dal 2013 è il direttore del sito e dei progetti digitali.
Nel 2008 ha curato i testi di NO!, volume contro gli infortuni sul lavoro pubblicato dall'Anmil con le fotografie di Riccardo Venturi.
Dal 2016 al 2018 ha fondato e curato anche il supplemento outdoor del manifesto chiamato "in movimento".
È stato consulente sui temi della scuola presso l'Enciclopedia Treccani e ha collaborato con l’ufficio di corrispondenza a Roma della testata televisiva americana CBS News.
Laureato in Filosofia della Scienza, nel 1999 inizia a lavorare come giornalista presso Galileo, la prima testata italiana di divulgazione scientifica presente su Internet. Negli anni successivi ha collaborato, tra gli altri, con “Reset”, Rai RadioTre Scienza, il bimestrale “Sapere”, il Corriere della Sera e le agenzie di stampa Apcom e Adnkronos. Dal 2003 è nella redazione del quotidiano, dove dal 2012 al 2017 è stato caporedattore.